# Petrus auf dem Meer
Petrus auf dem Meer ist eines der beiden großen religiösen Gemälde des deutschen Malers Philipp Otto Runge; es wird in der Kunsthalle Hamburg ausgestellt.

## Veranlassung
Der ehemalige Lehrer Runges in Wolgast, Ludwig Gotthard Kosegarten, hatte als Pastor von Altenkirchen auf Rügen Anfang des 19. Jahrhunderts begonnen, für die Heringsfischer Strandpredigten zu halten. Im Juli 1805 plante Kosegarten den Bau einer Kapelle, um diese Predigten wetterunabhängig halten zu können, und beauftragte Runge mit der Anfertigung eines Altarbildes.
Anfang Dezember 1806 erläuterte Runge Goethe seine Bildidee für diesen Auftrag: 

„Es ist die Erscheinung Christi, wie er zu Petro sagt: du Kleingäubiger, warum zweifelst du? Es ist im Mondschein, und da das Ganze in einer sehr ansehnlichen Größe fürs Gebäude angefertigt werden soll, auch das einzige darin ist, so würden manche imposante Erscheinungen, die der Wogen und des Mondenscheines, des Stürzen des Schiffs, welche mit den nächsten Umgebungen in der Natur im Einklang ständen, zusammenzufassen sein.“

Da der Auftrag Kosegartens aus Geldmangel später wieder zurückgezogen wurde, ist das Bild unvollendet geblieben.

## Beschreibung
Das Motiv der „Jesus und der sinkende Petrus auf dem See“ geht auf Matthäus 14,25–31  zurück.
Runge stellt die Szene auf dem See Genezareth in tiefdunkler  Nacht dar. Die linke Bildhälfte zeigt das Boot der Jünger in stürmischer See mit flatterndem Segel.
Christus steht auf dem Wasser. Die Fläche hinter ihm ist glatt und zeichnet so den Weg, den er gekommen ist. Christus ergreift den sinkenden Petrus und zieht ihn zu sich empor.

## Trivia
Eine vom Stralsunder Maler Erich Kliefert gefertigte Kopie des Bildes hängt in der Vitter Kapelle in Vitt auf Rügen, die zweite befindet sich in der Pfarrkirche Altenkirchen.